# Manuel Serrano y Sanz
Manuel Serrano y Sanz (Ruguilla, 1 de junio de 1866-Madrid, 6 de noviembre de 1932) fue un historiador, americanista y escritor español.

## Biografía
Nacido en la localidad guadalajareña de Ruguilla el 1 de junio de 1866, estudió Teología  en el seminario de Sigüenza y con los Escolapios de Molina de Aragón; luego Filosofía y Letras en la Universidad Central de Madrid. Serrano se doctoró con brillantez en ambas disciplinas, ya en 1889, con veintitrés años, ingresó en el Cuerpo Facultativo de Archiveros, Bibliotecarios y Arqueólogos y fue destinado a la sección de manuscritos de la Biblioteca Nacional. Obtuvo en 1905 la cátedra de Historia Universal, Antigua y Media de la Universidad de Zaragoza y fue cronista oficial de Guadalajara y su provincia (1926). En 1911 fue nombrado académico correspondiente de la de Historia y de la Lengua, y en 1931 fue elegido numerario de la primera. Dirigió la Revista de Archivos y colaboró activamente en ésta y en el Boletín de la Real Academia de la Historia, entre otras muchas. Fue un gran amigo de Marcelino Menéndez y Pelayo.  En 1925 se le nombró hijo predilecto de su localidad natal. Serrano y Sanz, que en Madrid residía en un piso de la Cuesta de Santo Domingo, falleció el 6 de noviembre de 1932 en la capital.
Como erudito, orientó sus investigaciones en torno a tres ejes: el terreno novedoso de la investigación biobibliográfica y documental de la literatura femenina en España, a la que dedicó dos gruesos volúmenes en 1893 y 1895; su labor como americanista, tarea en la que se encargó de editar para la BAE los cronistas de Indias (Historiadores de Indias), las Relaciones históricas y geográficas de América Central, un Compendio de historia de América, los Orígenes de la dominación española en América etc. y, por último, la investigación del Humanismo clásico español a través de sus figuras más representativas, como Juan de Vergara, Cristóbal de Villalón o Pedro de Valencia. También hizo algunos descubrimientos interesantes, como el del manuscrito de la Vida del capitán Alonso de Contreras, el año de 1900, y que editaría con otras autobiografías en Autobiografías y memorias, Madrid, 1905.

## Obras
- San Ignacio de Loyola en Alcalá de Henares, 1985.
- Cristóbal de Villalón, 1898
- Apuntes para una Biblioteca de Escritoras Españolas desde 1401 a 1833 (2 vols., 1893 y 1895); hay reimpresión moderna: Madrid: Atlas, 1975.
- Noticias biográficas de Fernando de Rojas, autor de La Celestina, 1902.
- Juan de Vergara y la Inquisición de Toledo
- Autobiografías y memorias, Madrid, 1905.
- Compendio de Historia de América, 1905.
- Historiadores de Indias, Madrid, 1909.
- Pedro de Valencia, estudio biográfico-crítico, 1910.
- Noticias y documentos históricos del condado de Ribagorza hasta la muerte de Sancho Garcés III, Madrid: Centro de Eetudios Históricos, 1912.
- La imprenta de Zaragoza es la más antigua de España, 1915.
- España y los indios cherokis y chactas en la segunda mitad del siglo XVIII, 1916
- Orígenes de la dominación española en América, estudios históricos, 1918.
- La escultura paleolítica en Zaragoza, 1924.
- Vida y escritos de fray Diego de Landa
- Pedro Ruiz de Alcaraz iluminado alcarreño del siglo XVI
- Don Diego Ladrón de Guevara, obispo de Panamá y Quito y virrey del Perú
- Los orígenes de la capilla de Santa Catalina en la catedral de Sigüenza y la estatua sepulcral de don Martín Vázquez de Arce.